# San Vicente de Chucurí (ort)
San Vicente de Chucurí är en ort i Colombia.   Den ligger i departementet Santander, i den centrala delen av landet, 260 km norr om huvudstaden Bogotá. San Vicente de Chucurí ligger 645 meter över havet och antalet invånare är 11 265.
Terrängen runt San Vicente de Chucurí är kuperad åt nordväst, men åt sydost är den bergig. Runt San Vicente de Chucurí är det ganska glesbefolkat, med 34 invånare per kvadratkilometer. San Vicente de Chucurí är det största samhället i trakten. I omgivningarna runt San Vicente de Chucurí växer i huvudsak städsegrön lövskog.